# Bua (Sprache)
Bua ist eine Sprache, die von etwa 7.700 Personen (Stand 1993) nördlich des Schari-Flusses um Korbol und Gabil im Tschad gesprochen wird. Sie ist der größte Vertreter der kleinen Bua-Sprachgruppe der Adamaua-Sprachen und ähnelt der Sprache Fanian.